# Hombres contra Mujeres
Hombres contra Mujeres (título original: Women vs. Men) es un telefilme estadounidense de comedia de 2002, dirigido por Chazz Palminteri, escrito por David J. Burke, musicalizado por Eddie Jobson, en la fotografía estuvo Reynaldo Villalobos y los protagonistas son Christine Lahti, Joe Mantegna y Glenne Headly, entre otros. Este largometraje fue producido por MGM Television y The Bedford Falls Company; se estrenó el 4 de agosto de 2002.

## Sinopsis
Una guerra de sexos comienza cuando una mujer sigue a su esposo insatisfecho y a su amigo a un club de estriptis, donde los ve disfrutando de un baile erótico.